# Jozef Hepner
Jozef Hepner (* 23. dubna 1968 Bojnice) je bývalý slovenský fotbalista, obránce.

## Fotbalová kariéra
V československé lize hrál za Plastiku Nitra. V československé lize nastoupil v 7 utkáních. Ve slovenské lize hrál za FK Prievidza, nastoupil v 53 utkáních a dal 3 góly.

## Ligová bilance
| Ročník                                   | Zápasy | Góly | Klub           |
| ---------------------------------------- | ------ | ---- | -------------- |
| 1. československá fotbalová liga 1987/88 | 7      | 0    | Plastika Nitra |
| Corgoň liga 1993/94                      | 21     | 1    | FK Prievidza   |
| Corgoň liga 1994/95                      | 24     | 1    | FK Prievidza   |
| Corgoň liga 1995/96                      | 8      | 1    | FK Prievidza   |
| LIGA CELKEM                              | 60     | 3    |                |